# Louise Marie Thérèse
Louise Marie Thérèse (en español: Luisa María Teresa; 16 de noviembre de 1664-Moret-sur-Loing, 1732), también conocida como la Monja Negra de Moret o la Mora de Moret, fue una religiosa francesa objeto de una serie de historias y rumores en el siglo XVIII, cuando se le señalaba como María Ana de Francia, hija de la reina de Francia, María Teresa de Austria. Su existencia es mencionada en varias fuentes diferentes. También se la ha considerado hija bastarda del rey Luis XIV.

## Vida
Louise Marie-Thérèse, la monja negra de Moret, fue una monja benedictina de la abadía de Moret-sur-Loing. Aunque son pocos los datos sobre ella, existe un retrato conservado en la Biblioteca de Santa Genoveva de París (en francés: Bibliothèque Sainte Geneviève in Paris). Investigaciones realizadas por la Société de l'histoire de Paris et d'Ile-de-France en 1924 bajo la dirección de Honoré Champion, concluyó que esta pintura al pastel fue realizada alrededor de 1680 por la misma persona que pintó una serie de 22 retratos al pastel de los reyes de Francia, desde Luis IX a Luis XIV, entre 1681 a 1683 por encargo del padre Claude du Molinet (1620-1687), bibliotecario de la abadía de Santa Genoveva. Ha sido mencionada en no menos de seis "memorias", siendo estas las de Madame de Maintenon, la Gran Mademoiselle, Madame de Montespan, Duque de Saint-Simon, Voltaire y cardenal Dubois.

## Hipótesis sobre su origen
De acuerdo con una leyenda, Louise Marie Thérèse era en realidad María Ana de Francia (16 de noviembre de 1664-26 de diciembre de 1664), hija del rey Luis XIV de Francia y de la infanta María Teresa de Austria, muerta a los 40 días de nacida. Según algunas versiones, en realidad era la hija de la reina María Teresa con Nabo, su paje de origen africano. Debido al color de su piel, que delataría su origen, la niña habría sido ocultada y enviada a un convento. Sin embargo, según el historiador Joël Cornette, esta hipótesis es difícilmente sostenible porque los partos de la reina eran públicos y, además, la niña María Ana murió un mes y diez días después de su nacimiento en el Palacio del Louvre. Según este mismo historiador, una segunda hipótesis es más plausible: que fuera hija del rey Luis XIV, que se habría encaprichado de una joven esclava negra que desempeñaba papeles de «sauvagesse» ('salvaje') en las comedias que se representaban en la corte. De hecho, en 1919, el archivero Jules Mathorez recordó que Luis XIV fue el padre de diecisiete hijos naturales conocidos y de un número indeterminado de bastardos entre los que se podría encontrar «una heredera negra». Para reforzar su hipótesis, Cornette se plantea cómo explicar, si no, que Luis XIV asistiera a su ordenación como monja el 30 de septiembre de 1695 o que en el nombre que escogió figuraran mezclados el del rey y el de la reina.
Por otro lado, otra hipótesis sugiere que, aunque la princesa era de tez oscura, sí era hija de los reyes, y que su color de piel se debía a cianosis e incluso herencia de los Médici.
En cualquier caso, la monja parecía convencida de su origen real e incluso, según el duque de Saint-Simon, una vez se refirió al delfín de Francia como "mi hermano". Una carta enviada el 13 de junio de 1685 por el Secretario de la Casa Real a Monsieur de Bezons, agente general del clero, y una pensión vitalicia de 300 libras concedida por el rey Luis XIV a la monja Louise Marie-Thérèse el 15 de octubre de 1695 parecen confirmar esta versión. Además, de acuerdo con las anotaciones de las exhumaciones realizadas en 1793 en la abadía de Saint-Denis, donde la realeza francesa está enterrada, se revela lo siguiente:

El mismo día 14 de octubre, después del almuerzo de los trabajadores, alrededor de las 3 de la tarde, continuamos la extracción de los otros ataúdes de los Borbones; por ejemplo el de Luis XIII, murió en 1643 a los 42 años; Luis XIV, murió en 1715 a los 76 años de edad, María de Médicis, segunda esposa de Enrique IV, murió en 1642 a los 68 años de edad, Ana de Austria, esposa de Luis XIII, murió en 1666 a los 64 años; María Teresa de Austria, esposa de Luis XIV, murió en 1683, a 45 años de edad; Luis, delfín de Francia, hijo de Luis XIV, murió en 1711 a los 49 años. Nota: algunos de estos cuerpos estaban bien conservados, especialmente el de Luis XIII, pero la piel de Luis XIV era negra como la tinta [debido a la gangrena sufrida antes de morir]".

Sin embargo, y de acuerdo con las investigaciones de la Sociedad de Historia de París y Francia a principios del siglo XX, también se afirma que no fue una hija secreta de los reyes —aunque ella pudo haberlo creído así— sino una huérfana hija de una pareja de moriscos entregada por Madame de Maintenon al convento. De acuerdo con esto, su origen estaría en un cochero morisco del rey que tuvo una hija cuyos padrinos fueron los reyes. Como ahijada del monarca, esta niña podía referirse al delfín como su hermano.